# Relógio de rua

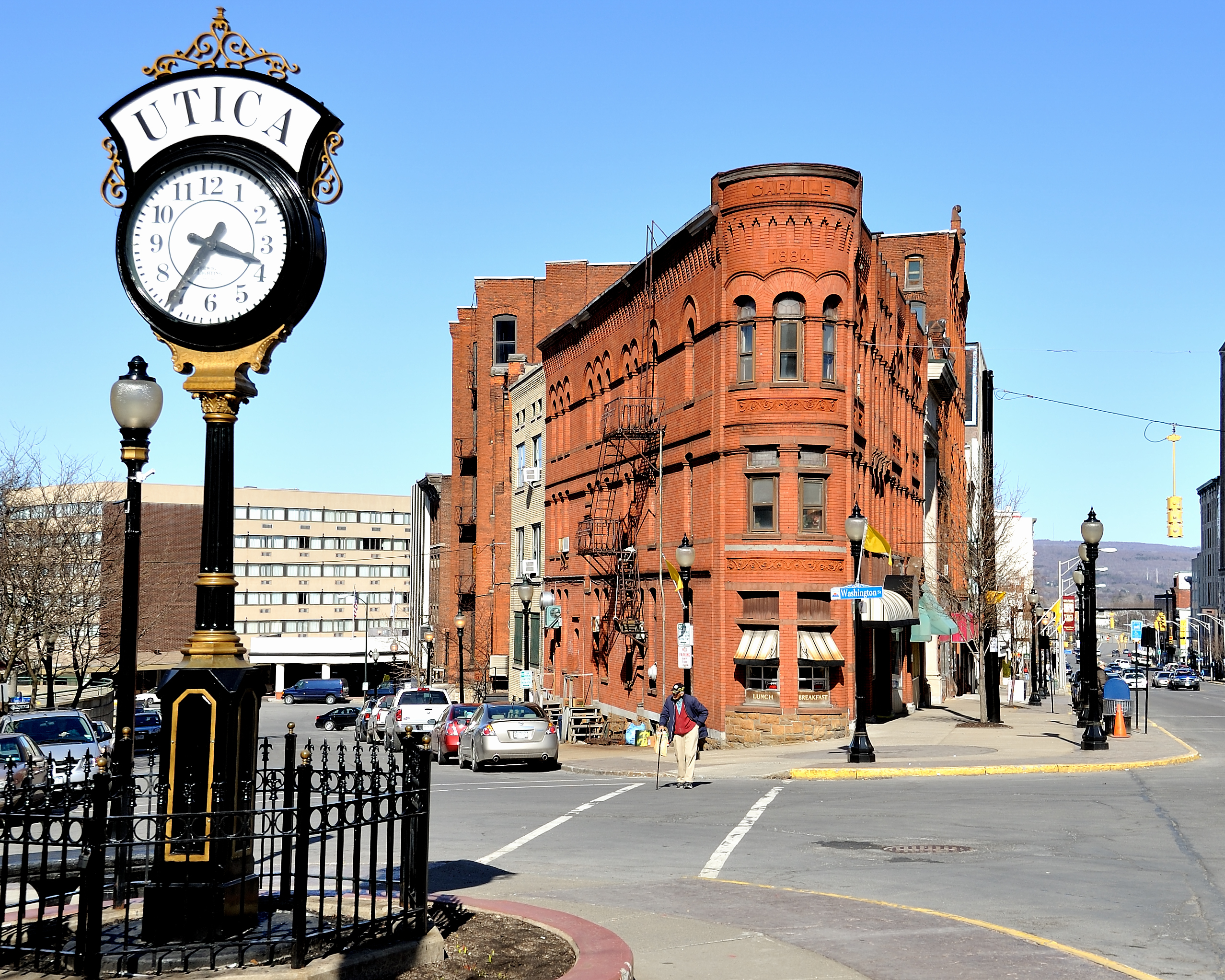
Relógio de rua em Utica, Nova Iorque, Estados Unidos.

Um relógio de rua é um relógio montado no topo de um poste normalmente instalado em um espaço urbano ou outro cenário urbano ou de parque.
Um tipo menos comum de relógio de rua pode ser encontrado na Maiden Lane, em Manhattan, Nova Iorque. No final do século 19, a joalheria William Barthman tinha um relógio embutido na calçada. O relógio permanece visível e mantido desde 2014.
Os fabricantes de relógios de rua dos Estados Unidos incluem:
- Brown Street Clock Company, de Monessen, Pensilvânia